# The Shining
The Shining (lit. ‘La resplendor’) és una pel·lícula estatunidenca de terror del 1980 dirigida per Stanley Kubrick.
Basada en la novel·la homònima de Stephen King, és considerada la pel·lícula maleïda de Stanley Kubrick. A més de la tensió sobrehumana a la qual va sotmetre tots els actors i de l'incendi del set de decorats de l'Hotel Overlook, que va obligar a ajornar el rodatge unes quantes setmanes, a Espanya es van afegir a aquesta sèrie d'infortunis una reducció del metratge de la versió europea, imposada pel mateix Kubrick després de comprovar el fracàs comercial que estava tenint als EUA, i un pèssim doblatge que amb el temps ha esdevigut famós.

## Argument
Jack Torrance és contractat per mantenir l'Hotel Overlook els mesos d'hivern, durant els quals està buit. Al costat del seu fill Danny, que té un estrany poder de premonició anomenat "resplendor", i de la seva dona Wendy, es trasllada a l'hotel, situat al mig del no-res. Però, amb l'arribada de la neu, la carretera que els comunica amb la ciutat més propera queda tallada, i, enmig de l'aïllament, es comencen a manifestar a les habitacions de l'hotel i en la ment del mateix Jack uns terrorífics poders que l'aniran trastornant fins a convertir-lo en un psicòpata.
El terror comença quan en Jack pateix un bloqueig d'escriptor, mentrestant, en Danny comença a tenir visions sobre dues nenes assassinades. A l'infant li crida l'atenció l'habitació 237, decideix entrar i la família el troba amb ferides al coll més tard. Poc després, li apareix el fantasma del bàrman a en Jack. El protagonista va a l'habitació 237 per saber què li ha passat al seu fill, allà troba una jove nua, li fa un petó i aleshores es converteix en una dona de la tercera edat amb un cos putrefacte.
Més endavant, en Jack va a la sala d'estar, on troba fantasmes festejant. Un d'ells li diu que ha de corregir la seva dona i fill. Seguidament, en Danny entra en un estat paranoic en què repeteix el mot "redrum" sense parar. La mare, preocupada per tots els esdeveniments, consulta la màquina d'escriure d'en Jack i s'adona que tan sols ha escrit una frase repetidament, "All work and no play makes Jack a dull boy". En quell moment arriba en Jack i l'amenaça, la qual cosa desencadena en ella agredint-lo amb un bat de beisbol. Un cop queda inconscient, la Wendy el tanca en una habitació.
L'infant escriu la paraula "redrum" en una porta, i aleshores la mare descobreix que es tracta de "murder" a l'inversa, assassinat en anglès. Aleshores en Jack, que ha aconseguit lliberar-se gràcies a un fantasma, comença a perseguir-los amb una destral. L'encarregat de l'hotel que els havia acompanyat el primer dia apareix, en trobar-lo en Jack el mata amb la destral. El nen té una visió de l'assassinat, cosa que el fa fer un plor que condueix al seu pare cap a ell. La Wendy intenta trobar el seu fill, durant el seu recorregut per l'hotel troba diversos fantasmes terrorífics i el cadàver del difunt.
Finalment, el nen aconsegueix escapar d'en Jack, es retroba amb la mare i els dos escapen de l'hotel. En Jack acaba morint congelat a l'exterior. L'última escena revela una fotografia de l'hotel datada al 1921 en què apareix el protagonista.

### La liminalitat
La liminalitat és un recurs de terror molt utilitzat en la pel·lícula. Entesa aquí com la qualitat d'un espai, els espais liminals són llocs que provoquen malestar arrel de la seva buidor, artificialitat i amplitud. En el film trobem un grapat d'escenes que visualment transmeten una sensació d'incertesa i suspens tan sols amb els recursos visuals. L'argument de la pel·lícula reflexa el mateix que la liminalitat: transitorietat, metafísica, suspens, confusió. L'ús de l'hotel buit, del laberint i dels miralls ja indueix a aquest sentiment. És interessant observar com aquesta pel·lícula emblemàtica de terror fa un ús curat i molt intel·ligent d'aquest concepte.

## Repartiment
- Jack Nicholson, Jack Torrance
- Shelley Duvall, Wendy Torrance
- Danny Lloyd, Danny
- Scatman Crothers, Hallorann
- Barry Nelson, Stuart Ullman
- Philip Stone, Delbert Grady
- Tony Burton, Larry Durkin
- Barry Dennen, Bill Watson

## Curiositats
- Va fer popular l'ús de la steady cam.
- Ni Lia Beldam (la noia jove del bany) ni Billie Gibson (l'anciana del bany) van tornar a aparèixer en cap més pel·lícula.
- Les disset setmanes de rodatge previstes al principi es van allargar fins a vint-i-set a causa de les molèsties que Jack Nicholson tenia a l'esquena. Es diu que consumia cocaïna durant el rodatge per poder suportar els dolors.
- El llibre que escriu Jack conté una sola frase, però canvia depenent del país. Les pàgines del llibre les va escriure el mateix Kubrick fent servir una màquina d'escriure programable.
- Durant el rodatge, Shelley Duvall va ser sotmesa a una pressió constant per part del director, que la criticava sense parar, cosa que li va causar una gran tensió. Segons Kubrick, l'ansietat que això provocava a l'actriu li havia de fer interpretar millor el seu personatge, ja que havia de fer de jove histèrica i insegura.
- Va córrer el fals rumor que Billie Gibson (l'actriu que interpreta l'anciana del bany) era la mare de Mel Gibson.
- L'infame home gos que s'apareix a Wendy és una referència a un personatge de la novel·la.
- Els Simpsons han fet dues paròdies de la pel·lícula; una, en un especial de Halloween en què Homer es torna boig per falta de televisió i de cervesa, i altra, en el capítol en què Marge és venedora de cases i en ven una als Flanders on hi havia hagut un assassinat; Marge els visita i ells li diuen que estaven pintant la cambra de Todd de color vermell i ell diu, movent el dit índex, "habitació vermella", o, en anglès, "red room", una expressió molt semblant a "*redrum", que és el que Danny Torrance diu en la pel·lícula.
- El vídeo de la cançó The Kill, de la banda 30 Seconds to Mars, és un homenatge a la pel·lícula.
- La veu de Wendy Torrance en la versió espanyola és la de Verónica Forqué. La va triar el mateix Kubrick, ja que l'afany de perfeccionament el duia a escollir fins i tot els actors de doblatge en cada país on s'estrenaven les seves pel·lícules.